# Bearttaljávri
Bearttaljávri, enligt tidigare ortografi Pärsaljaure, är en sjö i Gällivare kommun i Lappland och ingår i Luleälvens huvudavrinningsområde. Sjön har en area på 0,393 kvadratkilometer och ligger 880 meter över havet. Sjön avvattnas av vattendraget Áinnajohka.

## Delavrinningsområde
Bearttaljávri ingår i det delavrinningsområde (753242-158308) som SMHI kallar för Mynnar i Littejåkkas vattendragsyta. Medelhöjden är 973 meter över havet och ytan är 51,59 kvadratkilometer. Det finns inga avrinningsområden uppströms utan avrinningsområdet är högsta punkten. Áinnajohka som avvattnar avrinningsområdet har biflödesordning 7, vilket innebär att vattnet flödar genom totalt 7 vattendrag (Lihtijohka, Sunddegorži, Suorggejohka, Tjävrráädno, Viedásädno, Stora Luleälven och Luleälven) innan det når havet efter 380 kilometer. Avrinningsområdet består mestadels av kalfjäll (96 procent). Avrinningsområdet har 2,26 kvadratkilometer vattenytor vilket ger det en sjöprocent på 4,4 procent.